# 西沙区
西沙区（せいさ-く）は中華人民共和国三沙市に位置する市轄区。西沙諸島の島と礁及び海域を管理し、中沙諸島の島と礁及び海域を代理する。人民政府は永興島に位置する。